# Puzur-Sin d'Assíria
Puzur-Sin fou un governant d'Assíria amb títol de Ishshiaku que equival a un virrei-gran sacerdot. Va destruir el palau de Shamshi-Adad I i fou el constructor d'algunes parts de la muralla d'Assur.
En una inscripció reial diu haver enderrocat al rei Asinum, net de Shamshi-Adad I, ambdós d'origen estranger (amorites), però després no torna a ser esmentat i en canvi apareixen set reis usurpadors que es devien disputar el poder.